# 特克斯基滕戈湖
18°37′0″N 99°16′0″W / 18.61667°N 99.26667°W

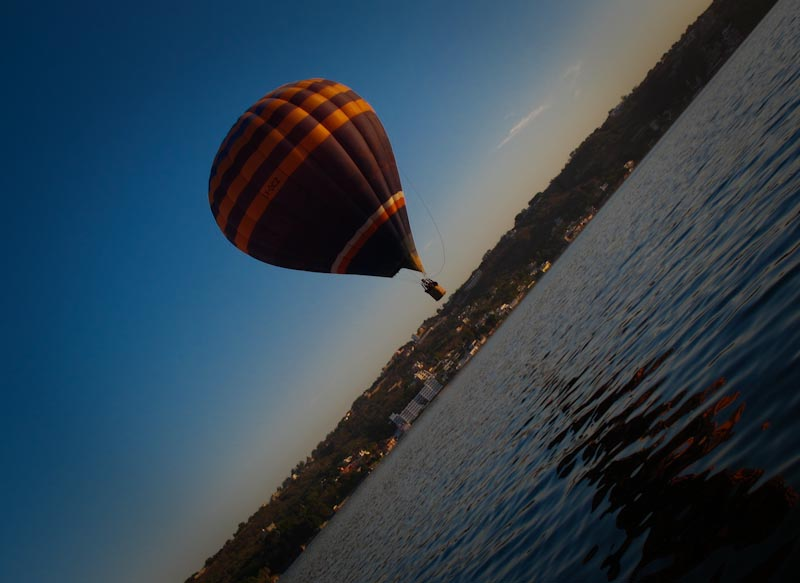

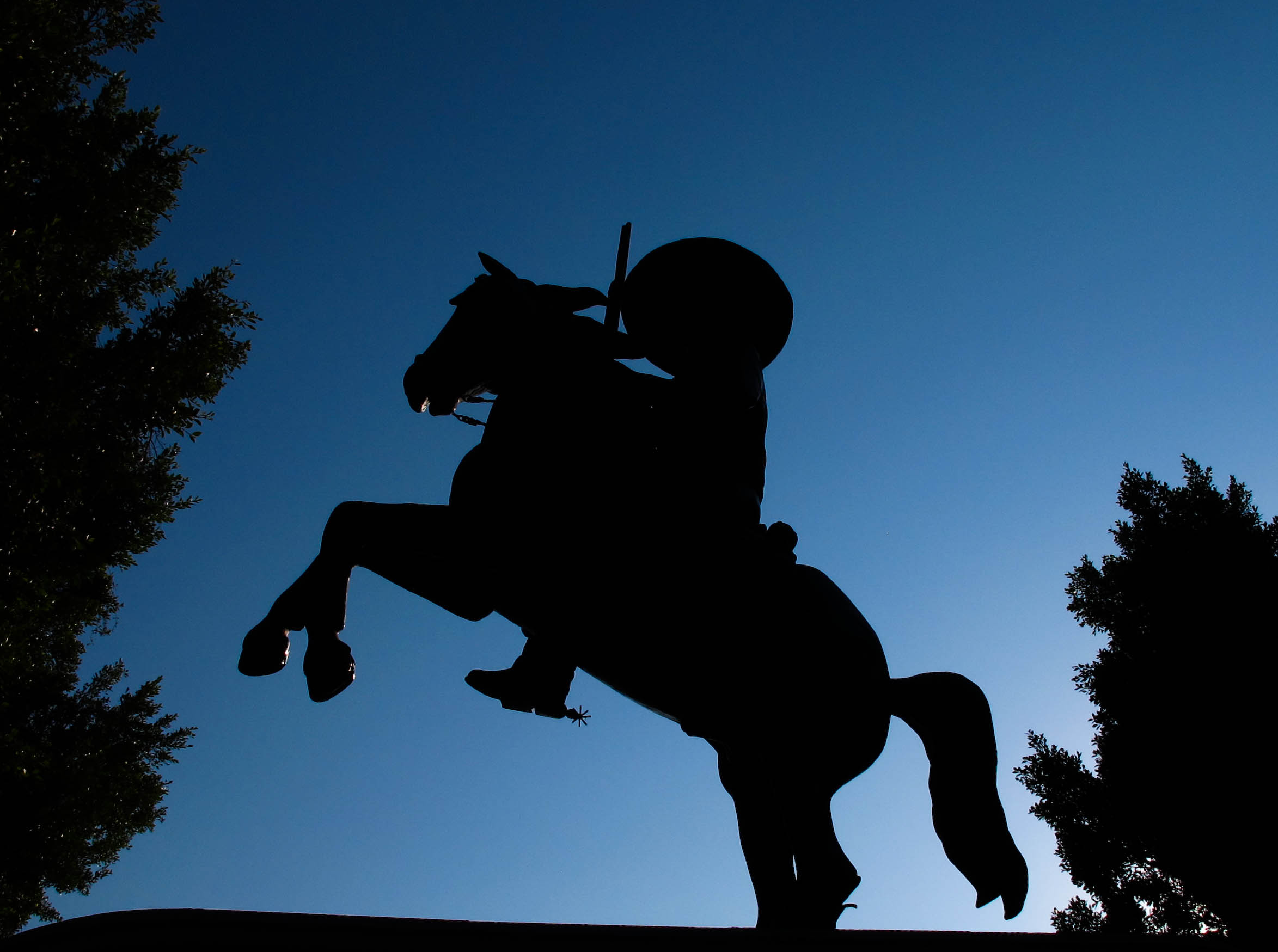

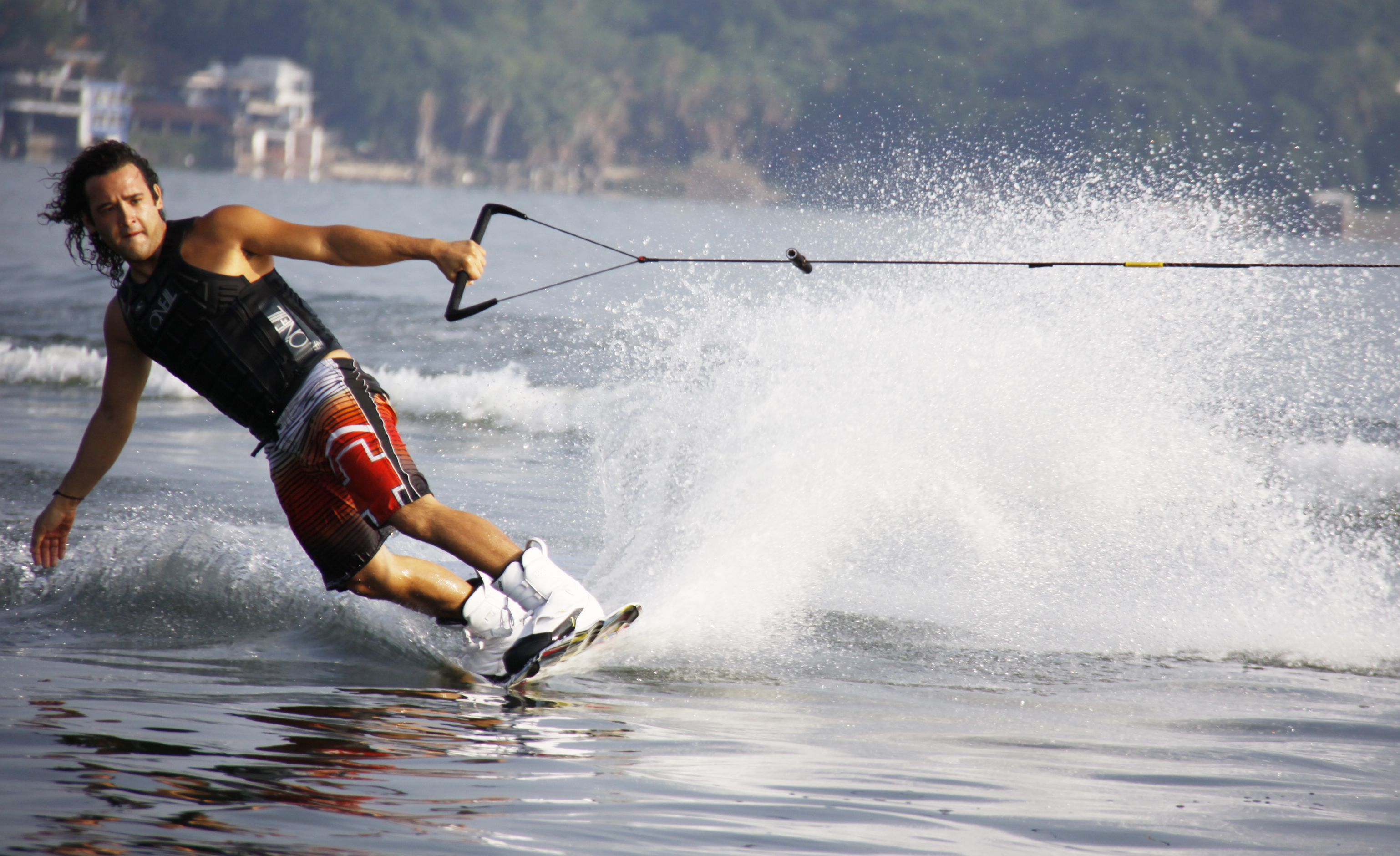

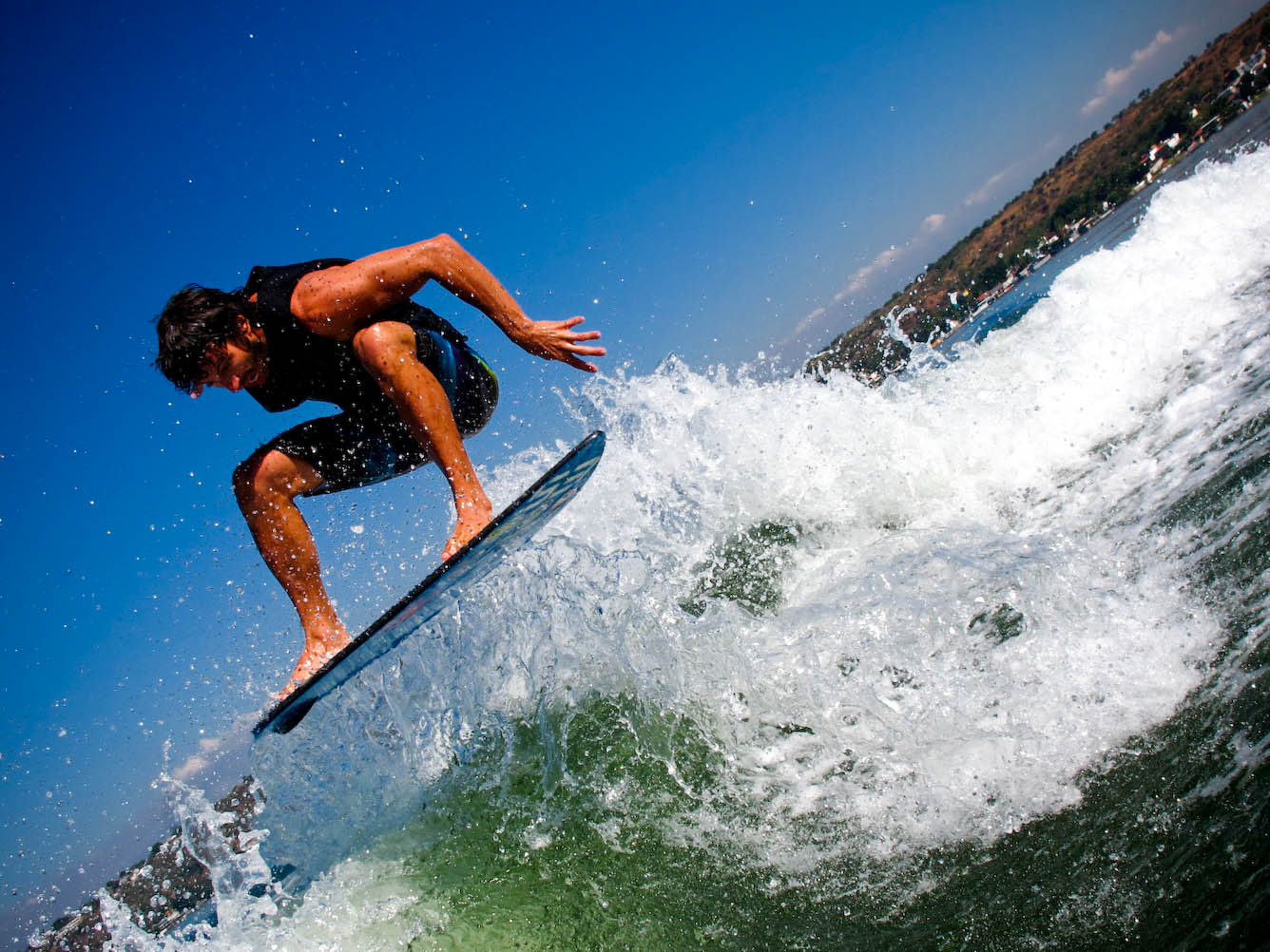

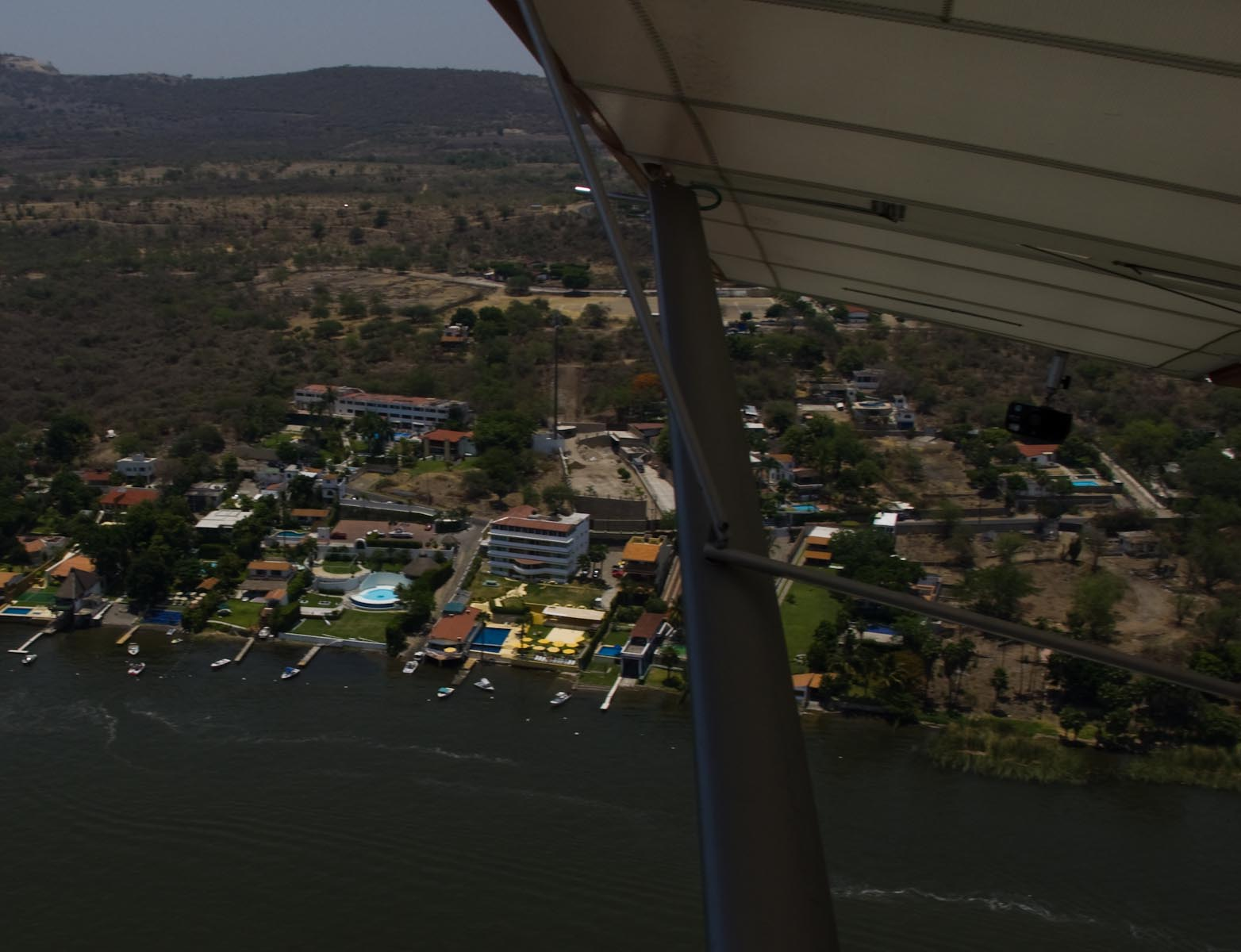

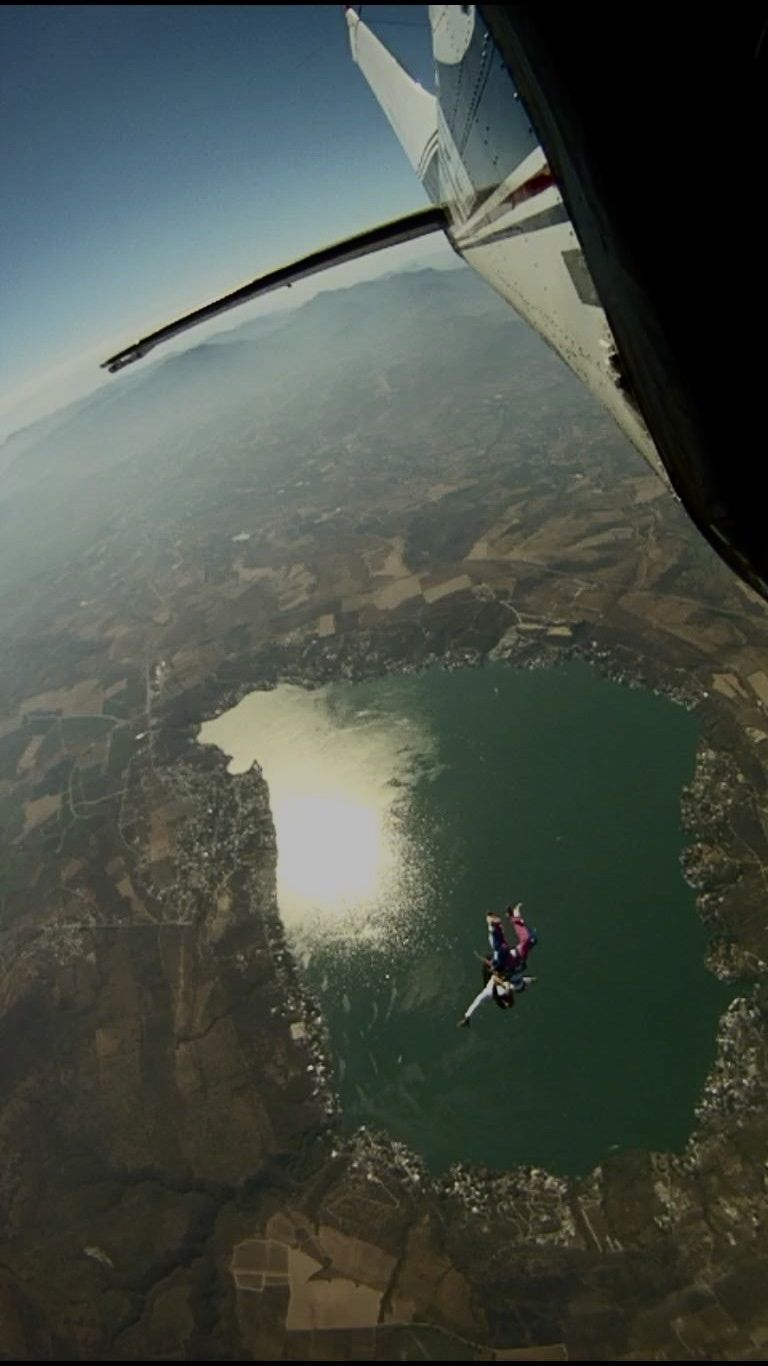

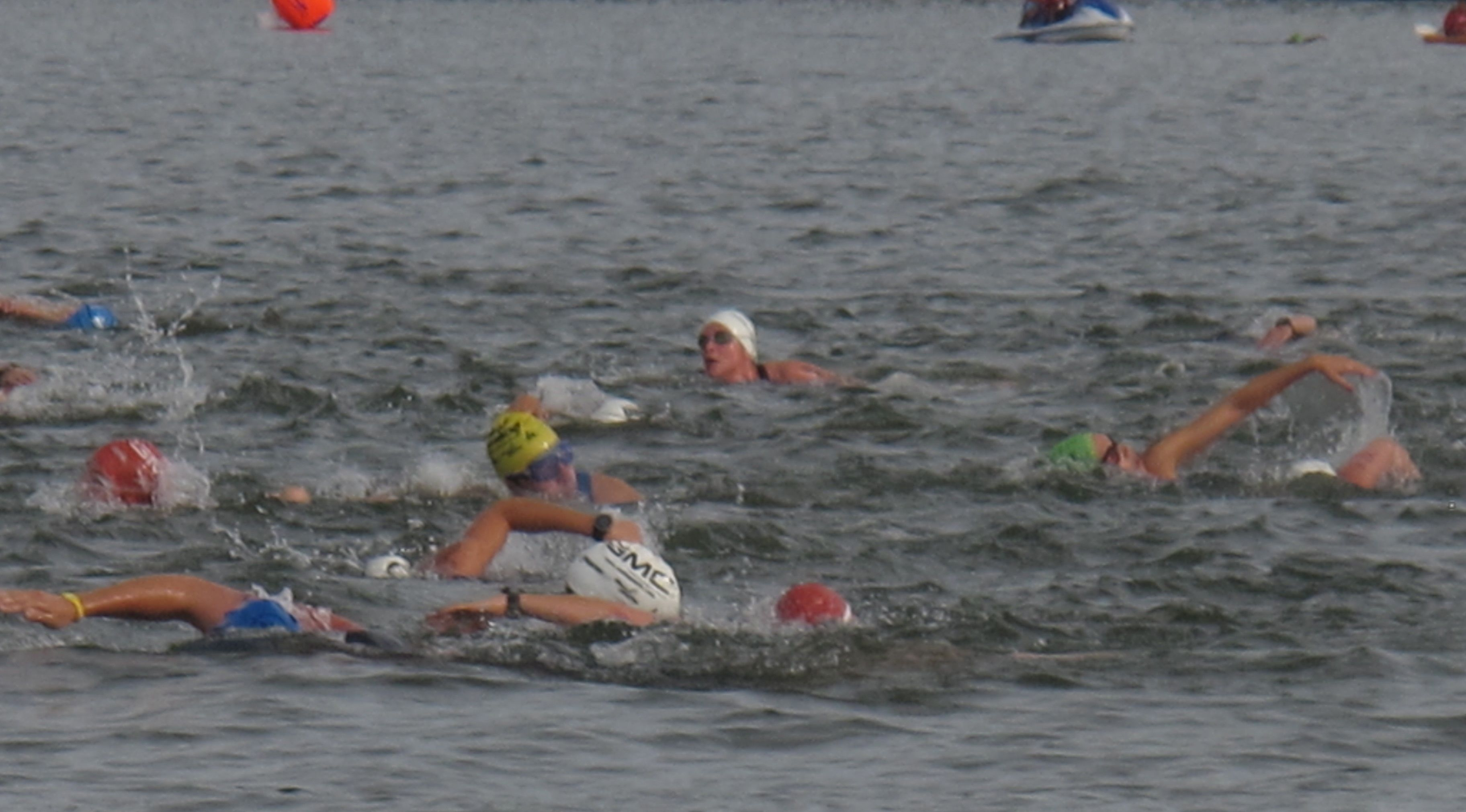

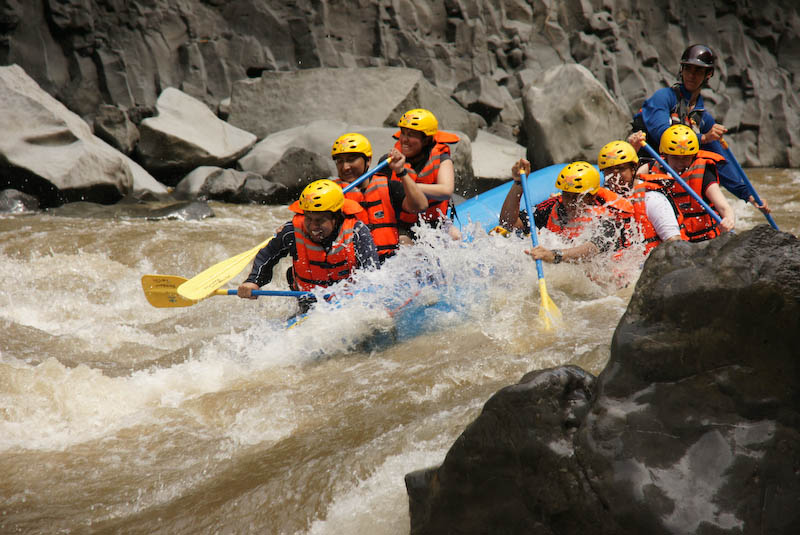

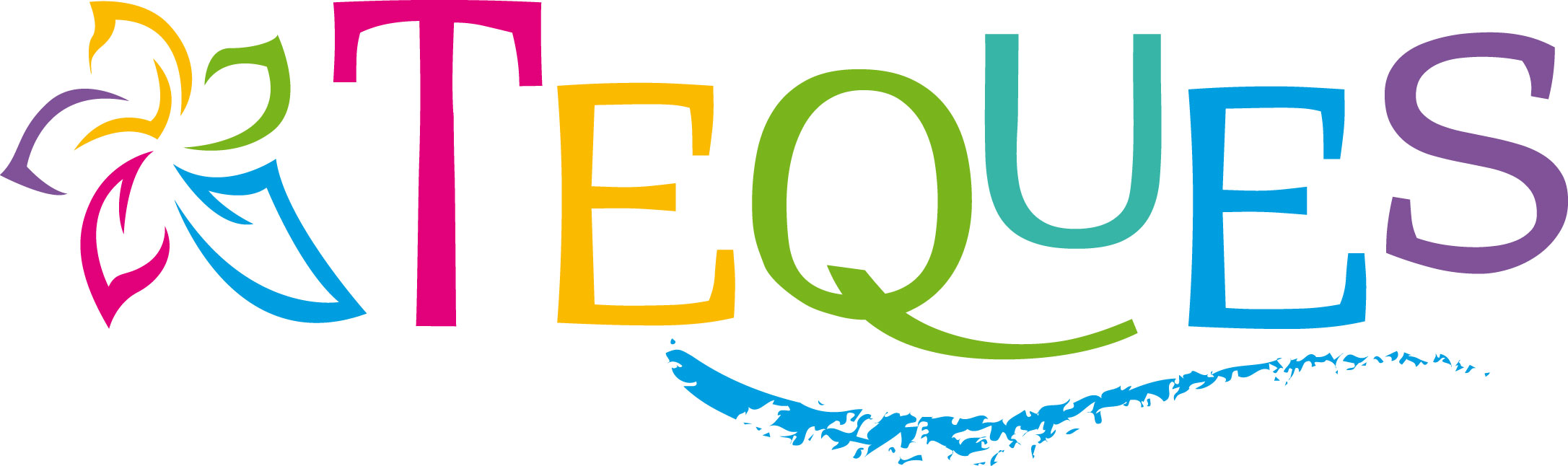

特克斯基滕戈湖是墨西哥的湖泊，位於該國南部，由莫雷洛斯州負責管轄，面積28平方公里，海拔高度887米，湖岸線長度16公里，蓄水量1.7億立方米。

## 外部連結
- Google Maps Tequesquitengo, Morelos
- Resultados del muestreo Mayo 2010
- Resultados año 2009 （页面存档备份，存于）